# تیغ‌پشت ژوژکی بزرگ
تیغ‌پشت ژوژکی بزرگ(نام علمی: Setifer setosus) نام یک گونه از تیره تیغ‌پشت است.